# CMC Leopard
Chichester-Miles Consultants Leopard, ali samo CMC Leopard je bil britanski 4-sedežni zelo lahek reaktivec, ki so ga razvili v Združenem kraljestvu v 1980ih. Svoj čas je bil eno izmed najmanjših reaktivnih letal. Zgradili so samo dva prototipa, preden so preklicali program. 
Leopared je imel srednjenameščeno kantilever krilo. Poganjala sta dva turboventilatorska motorja podjetja Williams International

## Specifikacije (drugi prototip)
- Posadka: 1 pilot
- Kapaciteta: 3 potniki
- Dolžina: 7,54 m
- Razpon kril: 7,16 m
- Višina: 2,06 m
- Površina krila: 5,85 m2
- Pogon: 2 × Williams FJX-1 turbofan, 700 lbf (3,1 kN) vsak
- Največja hitrost: 869 km/h
- Dolet: 2 778 km
- Višina leta (servisna): 55000 ft (16 765 m)
- Hitrost vzpenjanja: 6340 ft/min (32,7 m/s)